# League of Ireland 2012
Die League of Ireland 2012 (offiziell: Airtricity League nach dem Ligasponsor Airtricity) war die 92. Spielzeit der höchsten irischen Fußballliga. Die Saison begann am 2. März 2012 und endete am 26. Oktober 2012 mit dem 33. und letzten Spieltag.
Titelverteidiger und Rekordmeister Shamrock Rovers belegte nur den vierten Rang. Meister wurde Sligo Rovers und holte damit den dritten Titel ihrer Vereinsgeschichte.

## Modus
Aufgrund der Ligaaufstockung von zehn auf zwölf Vereine stiegen die beiden erstplatzierten Teams der First Division 2011 (zweithöchste Spielklasse) direkt auf. Diese waren Cork City und der Shelbourne FC. Außerdem besiegte der drittplatzierte der First Division, Monaghan United, den letztplatzierten der League of Ireland 2011, Galway United, im Aufstiegsplayoff mit 2:0 und 3:1, und stieg daher ebenfalls auf.
Die Teams spielten jeweils dreimal gegeneinander. Der Tabellenletzte stieg direkt ab, der Vorletzte musste in die Relegation.

## Vereine
| Verein                        | Wappen                        | Stadt    | Stadion            | Kapazität |
| ----------------------------- | ----------------------------- | -------- | ------------------ | --------- |
| Bohemians Dublin              | Bohemians Dublin              | Dublin   | Dalymount Park     | 7.955     |
| Bray Wanderers                | Bray Wanderers                | Bray     | Carlisle Grounds   | 3.250     |
| Cork City                     | Cork City                     | Cork     | Turners Cross      | 7.365     |
| Derry City                    | Derry City                    | Derry    | Brandywell Stadium | 7.700     |
| Drogheda United               | Drogheda United               | Drogheda | Hunky Dorys Park   | 2.000     |
| Dundalk FC                    | Dundalk FC                    | Dundalk  | Oriel Park         | 6.000     |
| Monaghan United               | Monaghan United               | Monaghan | Gortakeegan        | 2.000     |
| Shamrock Rovers               | Shamrock Rovers               | Dublin   | Tallaght Stadium   | 5.947     |
| Shelbourne FC                 | Shelbourne FC                 | Dublin   | Tolka Park         | 9.600     |
| Sligo Rovers                  | Sligo Rovers                  | Sligo    | The Showgrounds    | 5.500     |
| St Patrick’s Athletic         | St Patrick’s Athletic         | Dublin   | Richmond Park      | 5.340     |
| University College Dublin AFC | University College Dublin AFC | Dublin   | UCD Bowl           | 3.000     |

## Abschlusstabelle
| Pl. | Verein                        | Sp. | S  | U  | N  | Tore    | Diff. | Punkte |
| --- | ----------------------------- | --- | -- | -- | -- | ------- | ----- | ------ |
| 1.  | Sligo Rovers (P)              | 30  | 17 | 10 | 3  | 053:230 | +30   | 61     |
| 2.  | Drogheda United               | 30  | 17 | 6  | 7  | 051:360 | +15   | 57     |
| 3.  | St Patrick’s Athletic         | 30  | 15 | 10 | 5  | 044:220 | +22   | 55     |
| 4.  | Shamrock Rovers (M)           | 30  | 14 | 10 | 6  | 056:370 | +19   | 52     |
| 5.  | Derry City 1                  | 30  | 11 | 6  | 13 | 036:360 | ±0    | 39     |
| 6.  | Cork City (N)                 | 30  | 8  | 12 | 10 | 038:360 | +2    | 36     |
| 7.  | Bohemians Dublin              | 30  | 9  | 9  | 12 | 035:380 | −3    | 36     |
| 8.  | Shelbourne FC (N)             | 30  | 9  | 8  | 13 | 035:430 | −8    | 35     |
| 9.  | University College Dublin AFC | 30  | 8  | 7  | 15 | 032:480 | −16   | 31     |
| 10. | Bray Wanderers                | 30  | 5  | 10 | 15 | 033:540 | −21   | 25     |
| 11. | Dundalk FC                    | 30  | 4  | 8  | 18 | 023:630 | −40   | 20     |
| 12. | Monaghan United 2 (N)         | 0   | 0  | 0  | 0  | 000:000 | ±0    | 0      |

Platzierungskriterien: 1. Punkte – 2. Tordifferenz – 3. geschossene Tore

| (M) | amtierender irischer Meister     |
| (P) | amtierender irischer Pokalsieger |
| (N) | Neuaufsteiger                    |
| (R) | Sieger der Relegation            |

### Tabellenführende nach Spieltagen
- Sha = Shamrock Rovers
- Der = Derry City

## Kreuztabelle
Die Kreuztabelle stellt die Ergebnisse aller Spiele dieser Saison dar. Die Heimmannschaft ist in der mittleren Spalte aufgelistet und die Gastmannschaft in der obersten Reihe. Die Ergebnisse sind immer aus Sicht der Heimmannschaft angegeben. Blau hinterlegte Begegnungen wurden nach dem Rückzug von Monaghan United annulliert bzw. nicht ausgetragen.
| Hinrunde (Runden 1–22) | Hinrunde (Runden 1–22) | Hinrunde (Runden 1–22) | Hinrunde (Runden 1–22) | Hinrunde (Runden 1–22) | Hinrunde (Runden 1–22) | Hinrunde (Runden 1–22) | Hinrunde (Runden 1–22) | Hinrunde (Runden 1–22) | Hinrunde (Runden 1–22) | Hinrunde (Runden 1–22) | Hinrunde (Runden 1–22)        | 2012                          | Rückrunde (Runden 23–33) | Rückrunde (Runden 23–33) | Rückrunde (Runden 23–33) | Rückrunde (Runden 23–33) | Rückrunde (Runden 23–33) | Rückrunde (Runden 23–33) | Rückrunde (Runden 23–33) | Rückrunde (Runden 23–33) | Rückrunde (Runden 23–33) | Rückrunde (Runden 23–33) | Rückrunde (Runden 23–33) | Rückrunde (Runden 23–33)      |
| Bohemians Dublin       | Bray Wanderers         | Cork City              | Derry City             | Drogheda United        | Dundalk FC             | Monaghan United        | Shamrock Rovers        | Shelbourne FC          | Sligo Rovers           | St Patrick’s Athletic  | University College Dublin AFC | Verein                        | Bohemians Dublin         | Bray Wanderers           | Cork City                | Derry City               | Drogheda United          | Dundalk FC               | Monaghan United          | Shamrock Rovers          | Shelbourne FC            | Sligo Rovers             | St Patrick’s Athletic    | University College Dublin AFC |
| ---------------------- | ---------------------- | ---------------------- | ---------------------- | ---------------------- | ---------------------- | ---------------------- | ---------------------- | ---------------------- | ---------------------- | ---------------------- | ----------------------------- | ----------------------------- | ------------------------ | ------------------------ | ------------------------ | ------------------------ | ------------------------ | ------------------------ | ------------------------ | ------------------------ | ------------------------ | ------------------------ | ------------------------ | ----------------------------- |
|                        | 0:0                    | 1:0                    | 1:2                    | 1:1                    | 2:1                    | 1:2                    | 4:0                    | 0:2                    | 0:0                    | 0:0                    | 1:0                           | Bohemians Dublin              |                          |                          | 1:1                      |                          | 1:4                      |                          | –                        |                          | 2:2                      |                          | 2:3                      |                               |
| 2:1                    |                        | 0:3                    | 0:4                    | 2:4                    | 1:1                    | –                      | 2:2                    | 2:3                    | 1:2                    | 3:3                    | 3:1                           | Bray Wanderers                | 1:4                      |                          |                          | 0:0                      | 1:3                      |                          | –                        | 1:3                      |                          | 0:0                      |                          |                               |
| 1:1                    | 1:1                    |                        | 2:2                    | 2:3                    | 3:2                    | 6:0                    | 1:1                    | 0:0                    | 0:1                    | 0:1                    | 4:2                           | Cork City                     |                          | 2:0                      |                          |                          | 3:2                      | 3:0                      | –                        | 1:2                      |                          | 0:0                      |                          |                               |
| 1:0                    | 3:2                    | 2:0                    |                        | 0:3                    | 1:2                    | –                      | 0:1                    | 0:1                    | 1:2                    | 0:2                    | 0:0                           | Derry City                    | 2:0                      |                          | 0:1                      |                          |                          | 4:0                      | –                        |                          |                          |                          | 2:1                      | 1:2                           |
| 1:0                    | 3:1                    | 1:1                    | 2:0                    |                        | 0:0                    | –                      | 1:2                    | 3:1                    | 1:3                    | 0:0                    | 1:0                           | Drogheda United               |                          |                          |                          | 2:1                      |                          | 3:2                      | –                        | 0:2                      | 2:1                      | 2:1                      | 0:0                      |                               |
| 0:2                    | 0:2                    | 1:1                    | 1:1                    | 1:2                    |                        | 1:2                    | 1:1                    | 0:0                    | 1:2                    | 0:2                    | 2:1                           | Dundalk FC                    | 2:2                      | 2:1                      |                          |                          |                          |                          | –                        |                          | 0:1                      |                          | 0:1                      | 1:2                           |
| –                      | 0:1                    | –                      | 1:4                    | 0:1                    | 0:0                    |                        | 0:0                    | –                      | 0:1                    | 0:4                    | –                             | Monaghan United               | –                        | –                        | –                        | –                        | –                        | –                        |                          | –                        | –                        | –                        | –                        | –                             |
| 2:0                    | 0:0                    | 1:1                    | 1:1                    | 3:1                    | 6:0                    | 3:1                    |                        | 4:0                    | 1:1                    | 1:1                    | 2:2                           | Shamrock Rovers               | 0:1                      |                          |                          | 1:3                      |                          | 7:0                      | –                        |                          | 2:2                      |                          |                          | 2:1                           |
| 1:2                    | 2:1                    | 1:2                    | 1:0                    | 1:2                    | 4:0                    | 2:1                    | 2:3                    |                        | 1:1                    | 1:1                    | 1:2                           | Shelbourne FC                 |                          | 0:0                      | 3:2                      | 0:2                      |                          |                          | –                        |                          |                          | 1:3                      | 0:2                      |                               |
| 1:0                    | 1:1                    | 2:2                    | 1:1                    | 4:1                    | 3:0                    | –                      | 3:0                    | 3:0                    |                        | 1:1                    | 2:1                           | Sligo Rovers                  | 3:1                      |                          |                          | 4:1                      |                          | 3:0                      | –                        | 0:2                      |                          |                          | 3:2                      | 3:0                           |
| 2:1                    | 1:0                    | 0:0                    | 3:0                    | 0:2                    | 1:2                    | 1:1                    | 5:1                    | 1:0                    | 0:0                    |                        | 2:0                           | St Patrick’s Athletic         |                          | 0:1                      | 1:0                      |                          |                          |                          | –                        | 2:1                      |                          |                          |                          | 5:0                           |
| 1:2                    | 2:3                    | 1:0                    | 0:1                    | 1:1                    | 1:1                    | 3:2                    | 0:2                    | 0:2                    | 1:0                    | 1:1                    |                               | University College Dublin AFC | 2:2                      | 3:1                      | 3:2                      |                          | 1:0                      |                          | –                        |                          | 1:1                      |                          |                          |                               |

## Relegation
Der Elftplatzierte der regulären Saison (Dundalk FC) spielte gegen den Zweiten der First Division (Waterford United) zwei Relegationsspiele.
|            | Gesamt |                  | Hinspiel | Rückspiel |
| ---------- | ------ | ---------------- | -------- | --------- |
| Dundalk FC | 4:2    | Waterford United | 2:2      | 2:0       |

## Torschützenliste
| Pl. | Name               | Team                  | Tore |
| --- | ------------------ | --------------------- | ---- |
| 1.  | Gary Twigg         | Shamrock Rovers       | 22   |
| 2.  | Danny North        | Sligo Rovers          | 15   |
| 3.  | Jason Byrne        | Bray Wanderers        | 14   |
| 4.  | Chris Fagan        | St Patrick’s Athletic | 13   |
| 4.  | Declan O’Brien     | Drogheda United       | 13   |
| 6.  | Vinny Sullivan     | Cork City             | 12   |
| 7.  | Philip Hughes      | Shelbourne FC         | 11   |
| 7.  | David McDaid       | Derry City            | 11   |
| 9.  | Stephen McLaughlin | Derry City            | 10   |
| 9.  | Mark Quigley       | Sligo Rovers          | 10   |